# Брековице
Брековице (на словенски: Brekovice) е село в Словения, Горенски регион, община Жири. Според Националната статистическа служба на Република Словения през 2002 г. селото има 61 жители.